# Département de San Martín (Santa Fe)
Pour les articles homonymes, voir Département de San Martín.
Le département de San Martín est une des 19 subdivisions de la province de Santa Fe, en Argentine. Son chef-lieu est la ville de Sastre.
Le département a une superficie de 4 860 km2. Sa population s'élevait à 60 698 habitants au recensement de  2001 et à 63 725 en 2007 selon l'estimation de l'IPEC.

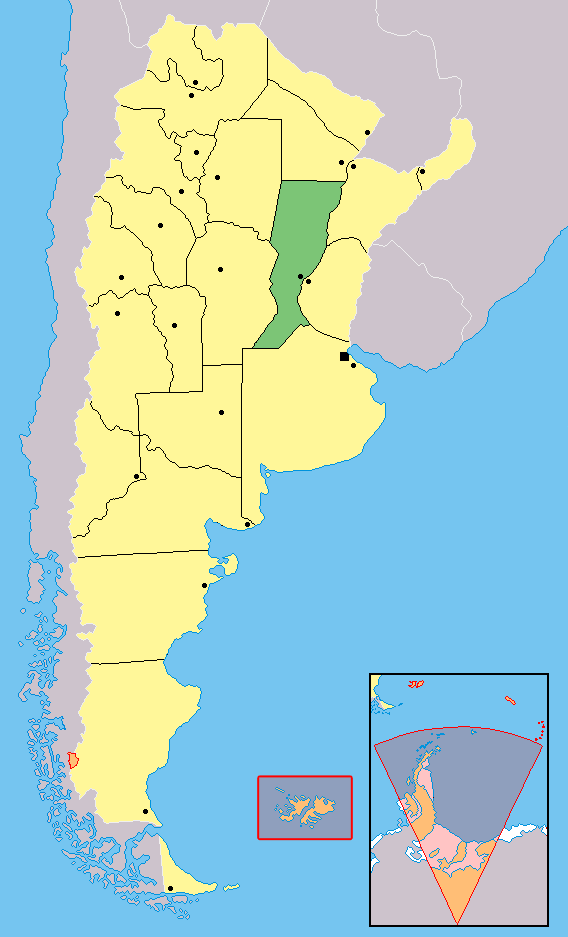
Localisation de la province de Santa Fe en Argentine.